# Stipshausen
Stipshausen település Németországban, Rajna-vidék-Pfalz tartományban. Lakosainak száma 804 fő (2023. december 31.).

## Népesség
A település népességének változása:
| Lakosok száma | 931  | 846  | 835  | 815  | 802  | 804  |
|               | 1975 | 2017 | 2019 | 2021 | 2022 | 2023 |